# Dictionnaire amoureux du Québec
Le Dictionnaire amoureux du Québec est une œuvre de Denise Bombardier publiée en 2014, aux éditions Plon.

## Contenu
Dans ce dictionnaire, l'auteure, Québécoise ayant fait de nombreux séjours prolongés en France, présente grosso modo le Québec aux Français. Nombre d'articles peuvent aussi servir de sujet de réflexion aux Québécois eux-mêmes, en exprimant des points de vue différents des poncifs québécois, par exemple les articles « Hommes québécois (Les) », « Indiens (Les) » ou « Tutoiement (Le) ». 
Outre les événements et personnages fondateurs du Québec (« Plaines d'Abraham (Les) », « Champlain (Samuel de) », « Chomedey de Maisonneuve (Paul de) »), l'auteure septuagénaire s'appuie sur sa longue expérience de la vie sociopolitique du Québec et sur sa riche carrière de journaliste, chroniqueuse et intervieweuse pour présenter aussi les personnages récents ayant marqué le Québec (« Charlebois (Robert) », « Julien (Pauline) », « Tremblay (Michel) ») et les transformations du Québec moderne (« Prêtres (Les) », « Révolution tranquille (La) », « Télévision (La) »). Certaines caractéristiques pouvant paraître anecdotiques mais présentées comme définitoires ne sont pas en reste (« Poutine (La) », « Smoked meat (Le) », « Floride (La)»).

## Citations
- « C'était un camp en bois rond, rustique à souhait, qui n'était à l'évidence pas préfabriqué à la mode d'aujourd'hui. Il se situait en Haute-Mauricie, à une heure de La Tuque, une ville de pulpe et de papier, et jadis de coureurs des bois et de draveurs. » (« Cabane au Canada (Ma) », p. 56)
- « René Lévesque, dont l'intégrité, la droiture, le pragmatisme et la modération commandaient le respect, était aussi un homme tourmenté, inquiet, complexé sans doute, comme beaucoup d'hommes de petite taille. Allergique aux intellectuels, dilettantes, et aux grands bourgeois qu'incarnait son contemporain Pierre Elliott Trudeau, il insupportait les courtisans de tous genres et les adorateurs de veau d'or. [...] Immunisée contre les dérives des idéologies, sa conception de la démocratie exclura tout extrémisme, toute intolérance et tout populisme. » (« Lévesque (René) », pp. 250-251)
- « Les Québécois vont à New York pour prendre le pouls de leur américanité. [...] Nullement dépaysés, ils communient avec cette énergie paroxysmique avec d'autant plus d'enthousiasme et de ferveur qu'ils retourneront au Québec se reposer, en quelque sorte assurés de plus de leur spécificité nord-américaine. Lorsqu'ils croisent par hasard des Français à Washington Square, sur Lexington Avenue ou à Battery Park, ils prennent conscience, si cela était nécessaire, de leur identité propre. » (« New York », p. 285.)